# روبن (مصارع رياضي)
روبن (بالإسبانية: Robin)‏ هو مصارع رياضي مكسيكي، ولد في 9 نوفمبر 1990 في مدينة مكسيكو في المكسيك.